# Hyalina hyalina
Hyalina hyalina là một loài ốc biển, là động vật thân mềm chân bụng sống ở biển trong họ Marginellidae, họ ốc mép.

## Miêu tả
Loài này có kích thước giữa 4.5 mm and 8 mm

## Phân bố
Loài này phân bố ở the cold waters dọc theo South Shetlands và in Biển Weddell, Antarctica.